# Gaspard Le Compasseur de Créqui-Montfort, Marquis de Courtivron
Gaspard Le Compasseur de Créqui-Montfort, Marquis de Courtivron, (* 28. Februar 1715 auf dem Schloss Courtivron; † 5. Oktober 1785 ebenda) war ein französischer Adliger, Offizier und Wissenschaftler.
Courtivron trat mit 15 Jahren in das Regiment seines Onkels mütterlicherseits, des Marschalls von Clermont-Tonnerre (1688–1781) ein, der Generalkommissar der Kavallerie war. Courtivron erhielt mit 16 Jahren eine Kompanie und nahm an Feldzügen im Polnischen Thronfolgestreit teil wie der Belagerung von Philippsburg. Beim Ende des Krieges 1735 beschloss er bis zum nächsten militärischen Einsatz Naturwissenschaften zu studieren. Zunächst sollte dies seiner weiteren militärischen Karriere dienen, er interessierte sich aber schon bald für die Naturwissenschaften als Selbstzweck. Sein Lehrer in Paris war Alexis Claude Clairaut. Im Österreichischen Erbfolgekrieg diente er ab 1741 wieder als Offizier. Er war für den Nachschub der Kavallerie unter Marschall de Broglie verantwortlich und wurde beim Schloss Frauenberg verwundet, weshalb er das Militär 1743 verließ. Er wurde bei seinem Abschied noch Ritter von St. Louis und Oberst. Danach widmete er sich den Naturwissenschaften. 
1744 wurde er Mitglied der Académie des Sciences. 1765 zog er sich zurück auf sein Schloss.
Er veröffentlichte eine Abhandlung zur Mechanik, in der er auch Ideen zur Energieerhaltung vorwegnahm. Courtivron knüpfte dabei an d’Alembert an und postulierte ein Gleichgewicht eines bewegten Systems starrer Körper beim Maximum der kinetischen Energie (vis viva). Eine Folge seiner Theorie war die Gleichheit von Änderungen in kinetischer Energie und Arbeit Émile Jouguet zitiert ihn als Beispiel für die Entwicklung des Prinzips virtueller Arbeit (wie auch Maupertuis’ Loi de repos) und der Leibnizschen Idee der vis viva im 18. Jahrhundert. 1752 erschien sein Traité d’optique, in dem er die Newtonsche Korpuskeltheorie des Lichts vertrat und Farben auf unterschiedliche Geschwindigkeiten der Korpuskel zurückführte und auch das Fermatsche Prinzip benutzte. Allerdings fügte er auch Übersetzungen von Robert Smiths Compleat System of Optics ein, die seiner eigenen Theorie zuwiderliefen. Abhandlungen von 1745 und 1748 betrafen die Ausbreitung von Rinderseuchen in der Bourgogne, die aus Deutschland mit erbeuteten Rindern eingeschleppt wurde.
1762 erschien eine Abhandlung von ihm und Étienne Jean Bouchu über Eisengießereien und -schmieden (Art des forges et des fourneaux à fer).  Sie enthielt auch eine Übersetzung der Abhandlung von Emanuel Swedenborg über Eisenerze und verwendete die Phlogiston-Theorie.
1744 veröffentlichte er eine Arbeit über die Auflösung algebraischer Gleichungen.